# Поуль Гансен (борець)
Поуль Генрік Педер Гансен (дан. Poul Henrik Peder Hansen; нар. 20 жовтня 1891, муніципалітет Оденсе, Південна Данія — 29 жовтня 1948, Орхус, Ютландія) — данський борець вільного та греко-римського стилів, срібний призер Олімпійських ігор, переможець Північного чемпіонату у греко-римській боротьбі.

## Життєпис
Поуль Гансен почав займатися боротьбою в 1907 році й зосередився на греко-римській боротьбі. Після Першої світової війни він став одним із кращих данських борців у напівважкій та важкій вазі. У 1919 році переміг на Північному чемпіонаті. Його найбільшим успіхом стала срібна медаль на Олімпійських іграх 1920 року в греко-римській боротьбі у важкій вазі, де він здобув п'ять перемог і зазнав однієї поразки від чемпіона цієї Олімпіади Адольфа Ліндфорса. На чемпіонаті світу 1922 року Гансен поділив четверте-п'яте місце у суперважкій вазі зі своїм співвітчизником Емілєм Ларсеном. На Олімпійських іграх у Парижі 1924 року він знову вистувив у важкій вазі, але фінішував лише дев'ятим у греко-римській боротьбі. Такого ж результату він досяг на турнірі з вільної боротьби у важкій вазі. У наступних міжнародних чемпіонатах Гансен не брав участі. Однак наприкінці 1920-х Гансен все ще брав участь у міжнародних змаганнях у складі національної збірної Данії.

### Виступи на Олімпіадах
| Змагання                    | Збірна | Вагова категорія                      | Місце  |
| --------------------------- | ------ | ------------------------------------- | ------ |
| Літні Олімпійські ігри 1920 | Данія  | греко-римська боротьба, понад 82,5 кг | Срібло |
| Літні Олімпійські ігри 1924 | Данія  | греко-римська боротьба, понад 82,5 кг | 9      |
| Літні Олімпійські ігри 1924 | Данія  | вільна боротьба, до 87 кг             | 9      |

### Виступи на Північних чемпіонатах
| Змагання                            | Збірна | Вагова категорія                      | Місце  |
| ----------------------------------- | ------ | ------------------------------------- | ------ |
| Північний чемпіонат з боротьби 1919 | Данія  | греко-римська боротьба, понад 82,0 кг | Золото |